# Dynamine agacles
Dynamine agacles är en fjärilsart som beskrevs av Johan Wilhelm Dalman 1823. Dynamine agacles ingår i släktet Dynamine och familjen praktfjärilar. Inga underarter finns listade i Catalogue of Life.